# Argia variata
Argia variata är en trollsländeart som beskrevs av Navás 1935. Argia variata ingår i släktet Argia och familjen dammflicksländor. IUCN kategoriserar arten globalt som otillräckligt studerad. Inga underarter finns listade i Catalogue of Life.